# Koenigia davisiae
Koenigia davisiae es una planta con flores de la familia de las cetunodias. En inglés, se conoce con el nombre común nudo de Davis o nudo de Newberry.
Koenigia davisiae es originaria del oeste de Estados Unidos desde Washington, Oregón y el centro y norte de California (las cordilleras costeras del norte y el norte de la Sierra Nevada). También hay poblaciones aisladas en el centro de Idaho. Crece en hábitats de alta montaña, como taludes y campos de páramos.

## Descripción
Koenigia davisiae es una hierba perenne de hoja caduca que produce un tallo decumbente o erguido a partir de un caudex leñoso, que crece hasta una altura máxima erecta de cerca de 40 centímetros (3 pies). Los tallos pueden ser de color verde pálido a rojo. Las hojas son ovaladas y puntiagudas o con forma de lanza ancha a algo triangular, de color verde amarillento o pálido y cerosas, ligeramente peludas o de textura suave. Los bordes de las hojas son enteros o diminutamente dentados. En la base de cada hoja hay una fina vaina rojiza formada a partir de las estípulas de la hoja conocida como ocrea  Desde finales del verano hasta el otoño, las hojas se vuelven de color naranja a rojo.
Las flores se presentan en racimos de 2 a 5 flores en las axilas de las hojas. Las flores son amarillentas, verdosas o moradas y tienen sólo unos pocos milímetros de ancho.